# Kazimir Malèvitx
Kazimir Severínovitx Malèvitx (en ucraïnès: Казими́р Севери́нович Мале́вич, Kazymyr Severynovytx Malèvytx) o Kazimir Severínovitx Malévitx (en rus: Казими́р Севери́нович Мале́вич) (a Kíiv o a un poble prop de Kíiv a la Gubèrnia de Kíiv, Ucraïna, Imperi Rus, 23 de febrer [C.J. 11 de febrer] de 1879 - Leningrad, URSS, 15 de maig de 1935) va ser un teòric de l'art i pintor ucraïnès de l'Imperi rus que va néixer a Ucraïna al si d'una família ucraïnesa d'arrels poloneses.
La seva obra escrita i pictòrica pionera va tenir una influència molt profunda en el desenvolupament de l'art abstracte del segle xx. En particular, Malévitx va ser l'inspirador del moviment d'avantguarda ucraïnès i soviètic anomenat suprematisme. Aquest corrent, que forma part de l'abstracció geomètrica practicada igualment per Kandinski i Mondrian, es caracteritza per preconitzar l'ús exclusiu d'unes poques figures geomètriques i la limitació dels colors, arribant fins a la monocromia. Una de les seves obres més conegudes és el Quadrat negre (1915).

## Biografia

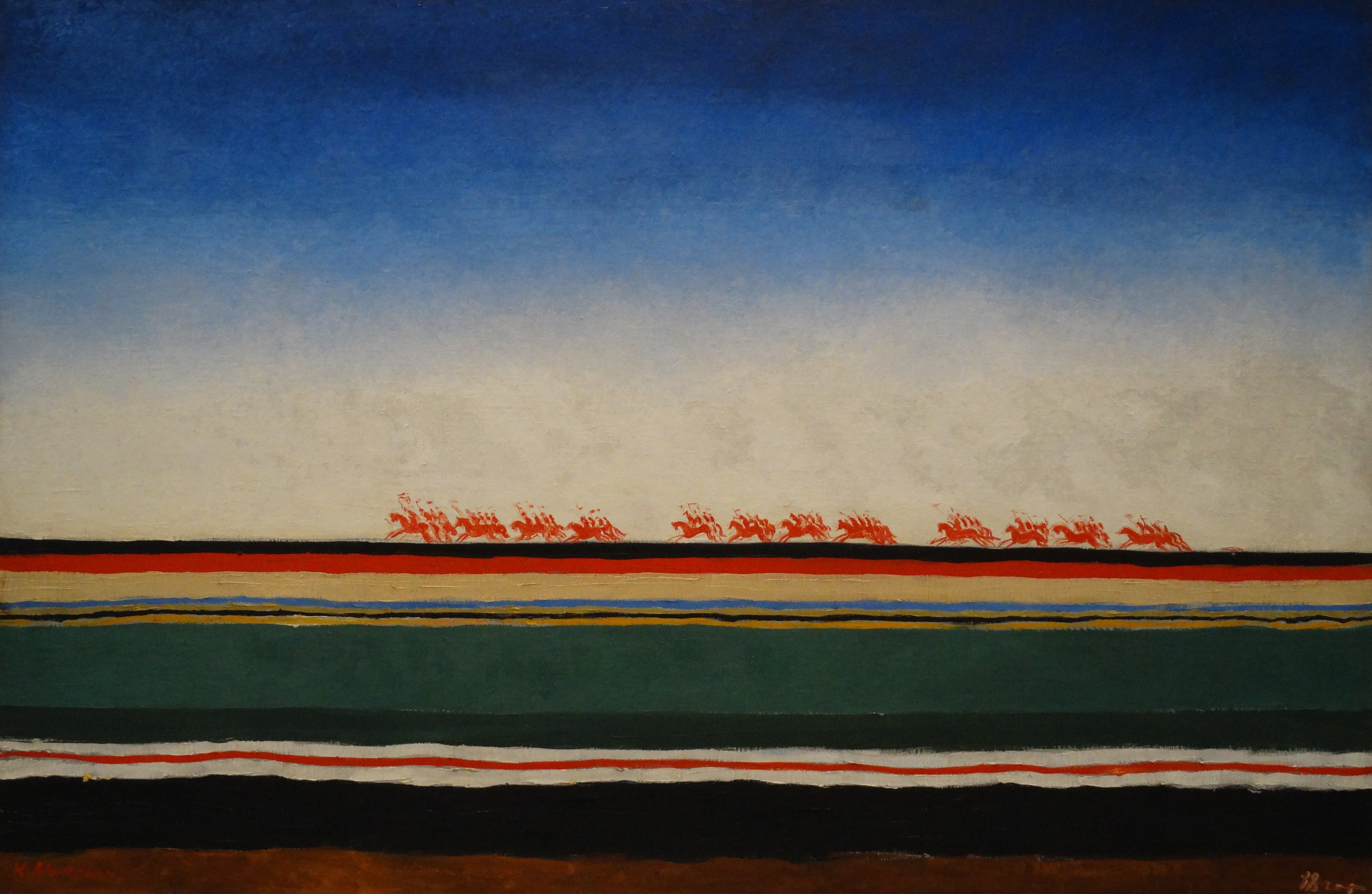
La cavalleria roja carrega (1930-31). Oli sobre tela, 91 × 140 cm, Museu estatal rus, Sant Petersburg.

La majoria de fonts indiquen que Malèvitx va néixer a l'Imperi rus, a Ucraïna, al si d'una família ucraïnesa d'arrels poloneses (polonesos ètnics, instal·lats a Ucraïna com a mínim d'ençà el segle xix), i que el seu pare era enginyer agrònom de professió. Tot i així, hi ha algunes teories que era belarús. Algunes fonts indiquen que va néixer i es va criar a un poble de Belarús, al raion de Kapyl (Капыльскі раён), i encara d'altres que va néixer a Kíev, fill d'un folklorista i etnògraf belarús, Sieviaryn Malèvitx.
La seva herència cultural li va permetre dominar com a mínim tres idiomes: el polonès, l'ucraïnès i el rus.
Va començar els seus estudis d'art a Kíev (1895-1896) i a Moscou (1904), i a l'estudi de Fiòdor Rerberg (Фёдор Иванович Рерберг, 1906 o 1905-1910) a Moscou. Del 1919 al 1922 va ensenyar i dirigir l'Escola d'art de Vítsebsk (a Belarús), i del 1928 al 1930 va ser professor a l'Institut d'art de Kíev, on va co-fundar el grup d'art UNOVIS, i va ensenyar també a Petrograd (1930). A Petrograd va ser un dels iniciadors de l'Institut estatal de cultura artística (GINKHUK) el 1922. Va publicar articles sobre teoria de l'art i els problemes de l'art contemporani a revistes de Khàrkiv (Nova generació) i Kíev (Avantguarda).
El 1927, va viatjar a Varsòvia i Berlín amb una exposició en solitari, i allí va entrar en contacte amb els artistes del Bauhaus. Durant la seva estada va fer plans per quedar-se a l'oest, però va haver de tornar a l'URSS perquè el govern tenia la seva dona i els seus fills com a ostatges, instant-lo a tornar a través d'una carta oficial. Va deixar una important quantitat d'obres en dipòsit a Alemanya. Quan va tornar, va ser encarcerat però un amic seu al govern va poder treure'l després d'unes quantes setmanes.
A partir d'aquest moment, pateix la repressió del règim, i torna a la figuració per força, ja que el règim es gira en contra de l'art avantguardista, recolzant només el realisme socialista ("l'art proletari" oficiós i ideològicament correcte) i comença a perseguir els artistes que no s'hi adapten (i alguns que sí que s'hi adapten). Comença l'estat del terror sota Stalin, que entra en plena força entre el 1933 i el 1937, arribant al seu apogeu l'any 1937. La seva obra va ser reprimida els anys 1930 i va romandre poc coneguda durant les dècades següents. Va malviure els últims anys de la seva vida. El seu funeral a Leningrad esdevingué "una demostració massiva, potser l'última de l'avantguarda artística a la Rússia soviètica, sota la solemne bandera del Quadrat negre".

## El suprematisme
L'any 1915, Malèvitx va establir les bases del suprematisme, publicant el manifest Del cubisme al suprematisme. Alguns autors consideren que el suprematisme de Malèvitx arrela en la cultura tradicional d'Ucraïna. Entre 1915 i 1916 va estar treballant amb altres artistes suprematistes en una cooperativa Skoptsí de pagesos i artesans a Verbovka, Ucraïna, i entre 1916 i 1917 va participar en exposicions del grup Sota de Diamants a Moscou, al costat d'artistes com Nathan Altman, David Burliuk i A. Ekster, entre d'altres. Els exemples més coneguts de la seva obra suprematista són el Quadrat negre (1915) i Blanc sobre blanc (1918). El 1918, Malèvitx va realitzar l'escenografia de Mystery-Bouffe, una obra de teatre socialista de Vladímir Maiakovski.
- Quadrat negre (1915). Oli sobre tela, 106,2 × 106,5 cm, Museu estatal rus, Sant Petersburg.
- Composició suprematista. Blanc sobre blanc (1918). Oli sobre tela, MoMA, Nova York.
- Supremus Núm. 58. Groc i negre (1916). Oli sobre tela, Museu estatal rus, Sant Petersburg.

Malèvitx també es va interessar per la fotografia aèria i el món de l'aeronàutica, que el van portar a realitzar obra abstracta inspirada o derivada de vistes aèries.
| «                        | En els seus escrits posteriors, Malèvitx definia l'element addicional com la qualitat de qualsevol entorn visual que proporciona un canvi en la percepció… En una sèrie de diagrames que il·lustraven els entorns que influencien diversos estils pictòrics, el suprematisme és associat amb una sèrie de vistes aèries que converteixen el paisatge familiar en una abstracció… | » |
| — Julia Beckman Chadaga, | |   |

## Obres

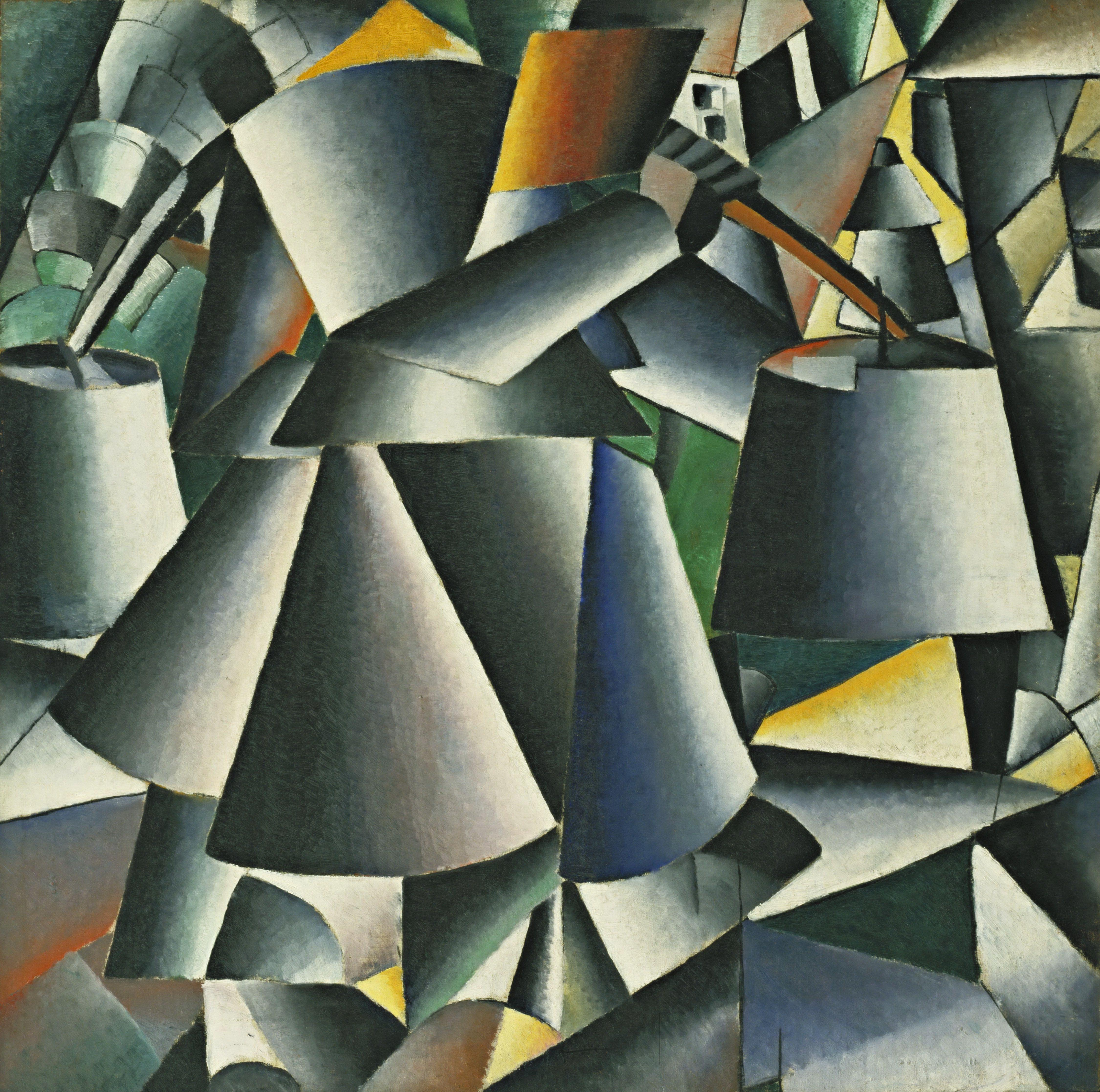
Dona amb galledes (1912-13). Oli sobre tela, 80,3 x 80,3 cm, MoMA, Nova York.

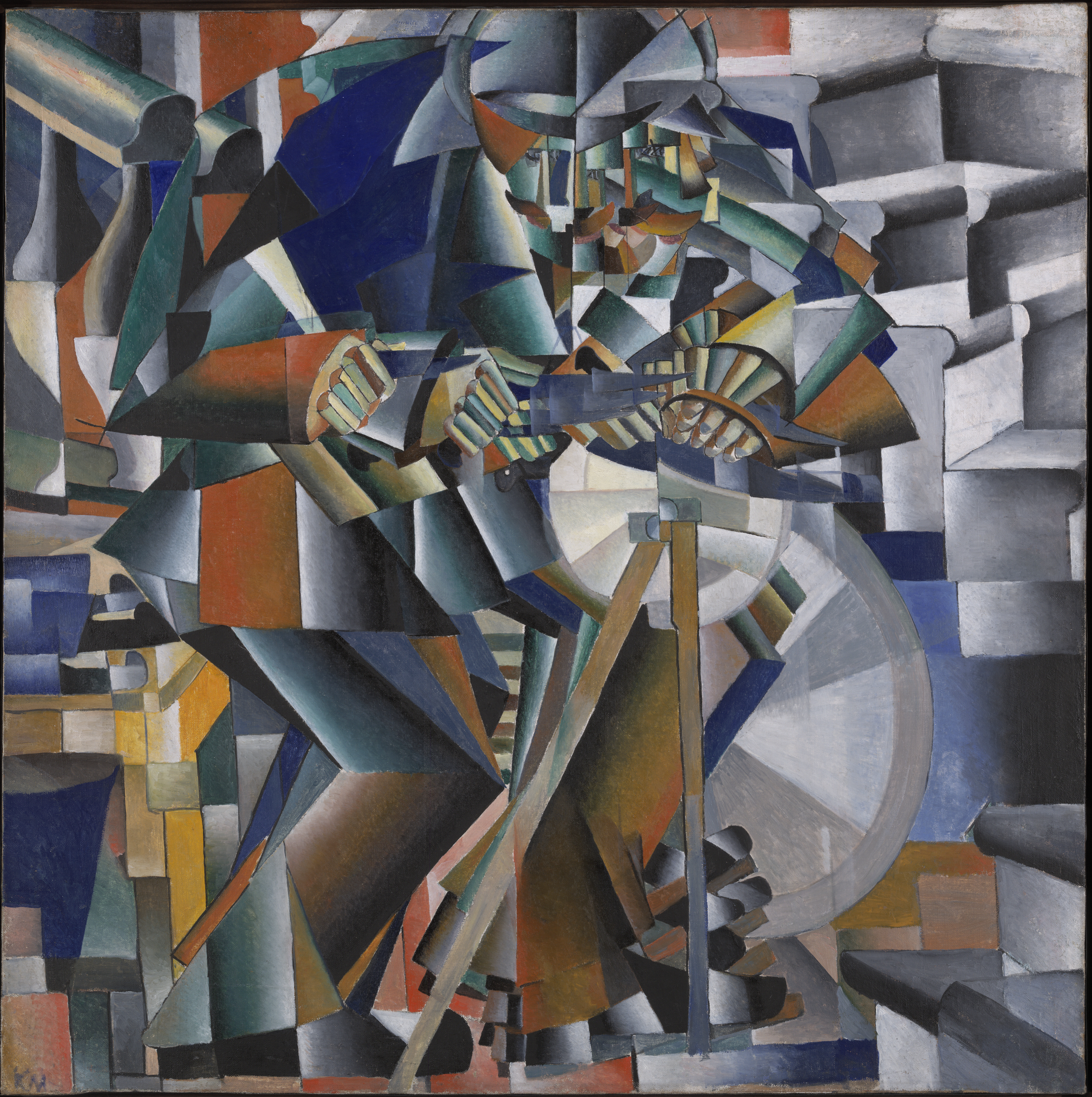
L'esmolet (1912-13). Oli sobre tela, 79.5 x 79.5 cm, Galeria d'art de la Universitat Yale, Connecticut, EUA.

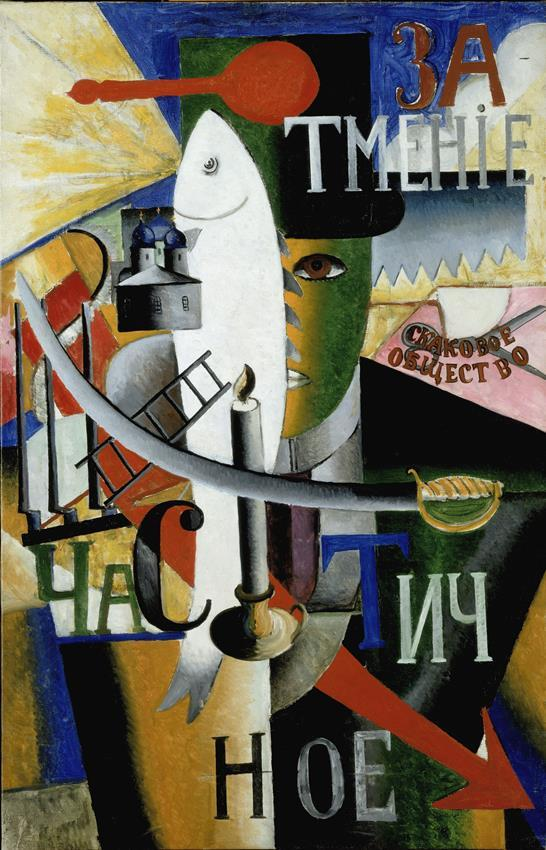
Un anglès a Moscou (1914). Oli sobre tela, 88 × 57 cm, Stedelijk Museum (Museu municipal d'art modern) d'Amsterdam.

Algunes de les seves obres més conegudes:
- Disseny de l'escenografia i el vestuari per a l'òpera avantguardista "transracional" de Krutxònykh, Victòria sobre el sol (1913), amb uns precursors del seu "Quadrat negre".
- Cercle negre (cercle negre sobre fons blanc, 1913)
- Quadrat vermell. Realisme pictòric d'una pagesa en dues dimensions (1915)
- Quadrat negre sobre fons blanc (1915) + tres altres versions amb el mateix nom
- Blanc sobre blanc (quadrat blanc sobre fons blanc, 1917) + altres versions
- Creu negra (anys 1920)
- La sèrie d'obres amb títol genèric de Suprematisme, Composició suprematista o similars, com ara:
  - Suprematisme amb triangle blau i quadrat negre (1915)
  - Pintura suprematista. Avió volant (1915)
  - Pintura suprematista. Vuit rectangles rojos (1915)
  - Suprematisme (Supremus Núm. 58. Groc i negre, 1916)
  - Composició suprematista (1916),

etc.
De les seves obres més figuratives, destaquen:
- L'esmolet (1912) i una sèrie d'altres obres que tenen un toc cubista.
- Un anglès a Moscou (1914), exemple de la transposició de "zaum" o "transracionalisme" de la poesia a la pintura.[15]
- Dona amb galledes (1912-13)
- Llenyataire (1912-13)
- Segador (1930)
- La cavalleria roja carrega (1930-31)
- Sensació de perill (1931)